# Ormoc
Ormoc is een stad op het Filipijnse eiland Leyte. De stad is een onafhankelijke component city en valt niet onder het bestuur van de provincie Leyte. Bij de laatste census in 2007 had de stad bijna 178 duizend inwoners.

## In het nieuws
In november 1991 werd Ormoc en haar omgeving getroffen door overstromingen als gevolg van de Tropische storm Thelma (door Pagasa aangeduid als Uring). Bij deze overstromingen en de modderstromen die tegelijkertijd optraden, kwamen ongeveer 5000 mensen om het leven. Het merendeel daarvan in Ormoc zelf.

## Geografie
Ormoc City is een havenstad en in oppervlakte de grootste van het eiland. 
Hij bestaat voornamelijk uit een door heuvels omringde vlakte die de baai van Ormoc omsluit. Hogere bergen sluiten Ormoc City af van het oostelijk deel van het eiland. De hoogste top rijst meer dan 1000 meter boven de zee uit. Daar bevinden zich ook de Tongona-warmwaterbronnen en het Danao-meer.

## Bestuurlijke indeling
Ormoc is onderverdeeld in de volgende 110 barangays:
| - Airport - Alegria - Alta Vista - Bagong - Bagong Buhay - Bantigue - Barangay 1 - Barangay 2 - Barangay 3 - Barangay 4 - Barangay 5 - Barangay 6 - Barangay 7 - Barangay 8 - Barangay 9 - Barangay 10 - Barangay 11 - Barangay 12 - Barangay 13 - Barangay 14 - Barangay 15 - Barangay 16 - Barangay 17 - Barangay 18 - Barangay 19 - Barangay 20 - Barangay 21 - Barangay 20 | - Barangay 21 - Barangay 22 - Barangay 23 - Barangay 24 - Barangay 25 - Barangay 26 - Barangay 27 - Barangay 28 - Barangay 29 - Batuan - Bayog - Biliboy - Borok - Cabaon-an - Cabintan - Cabulihan - Cagbuhangin - Camp Downes - Can-adieng - Can-untog - Catmon - Cogon Combado - Concepcion - Curva - Danao - Danhug - Dayhagan - Dolores | - Domonar - Don Felipe Larrazabal - Don Potenciano Larrazabal - Donghol - Doña Feliza Z. Mejia - Esperanza - Gaas - Green Valley - Guintigui-an - Hibunawon - Hugpa - Ipil - Juaton - Kadaohan - Labrador - Lao - Leondoni - Libertad - Liberty - Licuma - Liloan - Linao - Luna - Mabato - Mabini - Macabug - Magaswi - Mahayag | - Mahayahay - Manlilinao - Margen - Mas-in - Matica-a - Milagro - Monterico - Nasunogan - Naungan - Nueva Sociedad - Nueva Vista - Patag - Punta - Quezon, Jr. - Rufina M. Tan - Sabang Bao - Salvacion - San Antonio - San Isidro - San Jose - San Juan - San Pablo - San Vicente - Santo Niño - Sumangga - Tambulilid - Tongonan - Valencia |

## Taal
De inwoners noemen zichzelf Ormocanons en gebruiken bijna allen (98,34%) het Cebuano - dialect als taal. Zij hebben zo een directere band met de inwoners van het eiland Cebu dan met de inwoners van het oosten van Leyte.

## Demografie
Ormoc had bij de census van 2007 een inwoneraantal van 177.524 mensen. Dit zijn 23.227 mensen (15,1%) meer dan bij de vorige census van 2000. De gemiddelde jaarlijkse groei komt daarmee uit op 1,95%, hetgeen lager is dan het landelijk jaarlijks gemiddelde over deze periode (2,04%). Vergeleken met de census van 1995 is het aantal mensen met 33.521 (23,3%) toegenomen.

De bevolkingsdichtheid van Ormoc was ten tijde van de laatste census, met 177.524 inwoners op 613,6 km², 289,3 mensen per km².